# Perimeceta niphotypa
Perimeceta niphotypa is een vlinder uit de familie van de grasmotten (Crambidae), uit de onderfamilie van de Hoploscopinae. De wetenschappelijke naam van deze soort is voor het eerst gepubliceerd in 1915 door Alfred Jefferis Turner.
De soort komt voor in Australië (New South Wales).